# House vs Hurricane
House vs Hurricane ist eine 2006 gegründete Rockband aus Melbourne, die sich 2013 auflöste und drei Jahre später neu formierte. Die Gruppe spielte einen musikalischen Mix aus Metalcore, Post-Hardcore, Progressive Rock und Ambient.

## Geschichte
Die Gruppe veröffentlichte eine Demo, eine EP und zwei Studioalben. Das letzte Album, Crooked Teeth, welches 2012 erschien, erreichte Platz 20 in den australischen Charts.
Die Gruppe tourte in ihrer musikalischen Karriere mit Bands wie The Amity Affliction, The Devil Wears Prada, Bullet for My Valentine, Parkway Drive und spielte auf dem Soundwave Festival.
Die letzte Besetzung der Gruppe bestand aus Dan Casey (Gesang), Ryan McLerie (Gesang, Rhythmusgitarre), Christopher Shaw (Leadgitarre), Dylan Stark (E-Bass) und Sam Osborne (Schlagzeug).
Die Gruppe reformierte sich 2016 und kündigte an, auf dem Unify Gathering 2017 aufzutreten. Eine Woche vor diesem Auftritt veröffentlichte die Band mit Give It Up ihr erstes Lied nach fünf Jahren.

## Diskografie

### Demos
- 2007: Demo 2007

### EPs
- 2008: Forfeiture (El Shaddai Records)

### Alben
- 2010: Perspectives (Shock Records)
- 2012: Crooked Teeth (UNFD)